# Pleurotomaria
Pleurotomaire
Genre
Pleurotomaria (ou Pleurotomaire en français) est un genre fossile de gastéropodes marins de la famille des Pleurotomariidae ayant vécu au Jurassique et au Crétacé,.

## Historique
Le genre Pleurotomaria est décrit en 1826 le naturaliste français Jacques Louis Marin Defrance (1758-1850),,.  

### Fossiles
Selon Paleobiology Database en 2025, ce genre Pleurotomaria a quatre-cent-trente collections référencées de fossiles. Ces collections de fossiles sont Givétien du Dévonien moyen au Miocène moyen du Néogène du Cénozoïque, c'est-à-dire datent de 387,7 à 11,608 Ma avant notre ère.

## Dénominations et systématique
Plusieurs dizaines d'espèces, toutes fossiles, sont rattachées au genre Pleurotomaria directement ou par mise en synonymie, parmi lesquelles les très nombreuses espèces créées par Alcide d'Orbigny.
- † Pleurotomaria actaea d'Orbigny, 1850
- † Pleurotomaria actinomphala Eudes-Deslongchamps, 1849
- † Pleurotomaria adansoniana Crosse & P. Fischer, 1861
- † Pleurotomaria agassizii Münster, 1844
- † Pleurotomaria agatha d'Orbigny, 1850
- † Pleurotomaria aglaia d'Orbigny, 1850
- † Pleurotomaria agarista Billings 1865
- † Pleurotomaria ajax d'Orbigny, 1850
- † Pleurotomaria alcibiades d'Orbigny, 1856
- † Pleurotomaria alcyone d'Orbigny, 1850
- † Pleurotomaria alimena d'Orbigny, 1850
- † Pleurotomaria allica d'Orbigny, 1850
- † Pleurotomaria allionta d'Orbigny, 1850
- † Pleurotomaria amata d'Orbigny, 1856
- † Pleurotomaria amyntas d'Orbigny, 1850
- † Pleurotomaria anglica Sowerby 1818 (synonyme: Trochus anglicus)
- † Pleurotomaria angulosa d'Orbigny 1842
- † Pleurotomaria antitorquata Münster 1840
- † Pleurotomaria antiopa d'Orbigny, 1850
- † Pleurotomaria araneosa Eudes-Deslongchamps, 1849
- † Pleurotomaria arctica Toula 1875
- † Pleurotomaria arenaria Girty 1908
- † Pleurotomaria armata Münster, 1844
- † Pleurotomaria astieriana d'Orbigny, 1850
- † Pleurotomaria athulia d'Orbigny, 1850
- † Pleurotomaria avellana Eudes-Deslongchamps, 1848
- † Pleurotomaria awakinoensis Begg and Grant-Mackie 2003
- † Pleurotomaria babeauana Cotteau in d'Orbigny, 1860
- † Pleurotomaria barrealensis Cowper Reed 1927 (synonyme: Neoplatyteichum barrealensis)
- † Pleurotomaria barottei Cossmann, 1907
- † Pleurotomaria barremensis d'Orbigny, 1850
- † Pleurotomaria baugieri d'Orbigny, 1850
- † Pleurotomaria bertheloti d'Orbigny, 1855
- † Pleurotomaria bessina d'Orbigny, 1855
- † Pleurotomaria bicoronata Sandberger and Sandberger 1855
- † Pleurotomaria biondii Gemmellaro 1889
- † Pleurotomaria blandina d'Orbigny, 1850
- † Pleurotomaria bodana Roemer 1855
- † Pleurotomaria bourgueti de Loriol, 1861
- † Pleurotomaria brennensis Reed 1932
- † Pleurotomaria brongniartiana d'Orbigny, 1843
- † Pleurotomaria buchana d'Orbigny, 1845
- † Pleurotomaria burgundiana  Rollier, 1918
- † Pleurotomaria buvignieri d'Orbigny, 1845
- † Pleurotomaria caepa Eudes-Deslongchamps, 1849
- † Pleurotomaria calix (Phillips), 1835
- † Pleurotomaria calcifera Billings 1859
- † Pleurotomaria cancellata Stauffer 1909
- † Pleurotomaria callomphala Hébert & Eudes-Deslongchamps, 1860
- † Pleurotomaria carinata Sowerby, 1834
- † Pleurotomaria carinifera Girty 1908
- † Pleurotomaria carteroni d'Orbigny, 1843
- † Pleurotomaria cassiniana d'Orbigny, 1843
- † Pleurotomaria catherinae Gemmellaro 1889
- † Pleurotomaria cavovittata Hébert & Eudes-Deslongchamps, 1860
- † Pleurotomaria cincta Münster, 1844
- † Pleurotomaria cingulata Goldfuss 1844
- † Pleurotomaria circumsulcata Eudes-Deslongchamps, 1849
- † Pleurotomaria clathrata Münster, 1844
- † Pleurotomaria coezi Pervinquière, 1912
- † Pleurotomaria coheni Gemmellaro 1889
- † Pleurotomaria comata Lindström 1884
- † Pleurotomaria concava (Deshayes), 1832
- † Pleurotomaria concentrica (Phillips), 1835
- † Pleurotomaria conica (Phillips), 1836
- † Pleurotomaria coniformis de Koninck 1883
- † Pleurotomaria conoidea (Deshayes), 1831
- † Pleurotomaria constricta Eudes-Deslongchamps, 1849
- † Pleurotomaria contraria d'Orbigny, 1850
- † Pleurotomaria costulatocanaliculata Sandberger & Sandberger 1853
- † Pleurotomaria cotteauana d'Orbigny, 1850
- † Pleurotomaria culminata Hébert & Eudes-Deslongchamps, 1860
- † Pleurotomaria cydippe d'Orbigny, 1850
- † Pleurotomaria cypraea d'Orbigny, 1850
- † Pleurotomaria cypris d'Orbigny, 1850
- † Pleurotomaria cyproea d'Orbigny, 1850
- † Pleurotomaria cytherea d'Orbigny, 1850
- † Pleurotomaria defrancei Matheron, 1842
- † Pleurotomaria delphinuloides Goldfuss, 1844
- † Pleurotomaria dimorpha d'Orbigny, 1843
- † Peurotomaria discoidea Girty 1908
- † Pleurotomaria doris Hall 1862
- † Pleurotomaria ebrayana d'Orbigny, 1856
- † Pleurotomaria echaillonensis Cotteau in d'Orbigny, 1860
- † Pleurotomaria elderi Girty 1908
- † Pleurotomaria electra d'Orbigny, 1850
- † Pleurotomaria ellipsoidea Eudes-Deslongchamps, 1849
- † Pleurotomaria espaillaciana d'Orbigny, 1843
- † Pleurotomaria estella Hall & Whitfield 1872
- † Pleurotomaria eudora d'Orbigny, 1850
- † Pleurotomaria euterpe d'Orbigny, 1850
- † Pleurotomaria exaltata d’Archiac & de Verneuil 1842
- † Pleurotomaria excavata (Phillips), 1836
- † Pleurotomaria expansa Sowerby, 1821
- † Pleurotomaria fleuriausa d'Orbigny, 1843
- † Pleurotomaria fraga Eudes-Deslongchamps, 18491
- † Pleurotomaria galatea d'Orbigny, 1850
- † Pleurotomaria galathea d'Orbigny, 1850
- † Pleurotomaria galliennei d'Orbigny, 1843
- † Pleurotomaria gaudryana d'Orbigny, 1856
- † Pleurotomaria gaultina d'Orbigny, 1843
- † Pleurotomaria gigas Eudes-Deslongchamps, 1849
- † Pleurotomaria gracilis Phillips 1841
- † Pleurotomaria granulata d'Orbigny, 1850
- † Pleurotomaria grasana d'Orbigny, 1855
- † Pleurotomaria gurgitis Brongniart, 1822
- † Pleurotomaria gyrocycla Eudes-Deslongchamps, 1849
- † Pleurotomaria gyroplata Eudes-Deslongchamps, 1849
- † Pleurotomaria halliana Shumard 1859
- † Pleurotomaria hectori Trechmann 1918  (synonyme: Pleurotomaria (Sisenna) hectori)
- † Pleurotomaria helicoides Cowper Reed 1901
- † Pleurotomaria hesione d'Orbigny, 1850
- † Pleurotomaria hisingeri Goldfuss 1864
- † Pleurotomaria hyale Billings 1865
- † Pleurotomaria intermedia Münster 1840
- † Pleurotomaria isaacsii Hall and Whitfield 1873
- † Pleurotomaria isarensis d'Orbigny, 1855
- † Pleurotomaria isomorpha Gemmellaro 1889
- † Pleurotomaria jason d'Orbigny, 1850
- † Pleurotomaria josepha de Koninck,
- † Pleurotomaria jurensis Hartmann in Zieten, 1830
- † Pleurotomaria kadinkeviensis d'Archiac, 1866
- † Pleurotomaria karetai Begg and Grant-Mackie 2003
- † Pleurotomaria kiritehereensis Begg and Grant-Mackie 2003
- † Pleurotomaria leckembyi Hébert & Eudes-Deslongchamps, 1860
- † Pleurotomaria luciensis d'Orbigny, 1850
- † Pleurotomaria mailleana d'Orbigny, 1843
- † Pleurotomaria marcousana d'Orbigny, 1850
- † Pleurotomaria mariani Gemmellaro 1889
- † Pleurotomaria martiniana
- † Pleurotomaria matheroniana d'Orbigny, 1843
- † Pleurotomaria mazarensis Gemmellaro 1889
- † Pleurotomaria cf. midas d'Orbigny, 1850
- † Pleurotomaria mica Girty 1908
- † Pleurotomaria mileti Hébert & Eudes-Deslongchamps, 1860
- † Pleurotomaria millepunctata Eudes-Deslongchamps, 1848
- † Pleurotomaria mirabilis Eudes-Deslongchamps, 1849
- † Pleurotomaria monilifer (Zieten), 1830
- † Pleurotomaria monilifera Terquem & Jourdy 1873
- † Pleurotomaria monticulus Eudes-Deslongchamps, 1849
- † Pleurotomaria montreuilensis' Hébert & Eudes-Deslongchamps, 1860
- † Pleurotomaria mopsa d'Orbigny, 1850
- † Pleurotomaria munsterii Roemer, 1839
- † Pleurotomaria murchisoniaeformis Gemmellaro 1889
- † Pleurotomaria mysis d'Orbigny, 1850
- † Pleurotomaria neglecta Girty 1908
- † Pleurotomaria neocomiensis d'Orbigny, 1843
- † Pleurotomaria neosolodurina Dacque 1905
- † Pleurotomaria nesea d'Orbigny, 1860
- † Pleurotomaria nikitini Fliegel 1901
- † Pleurotomaria niloticiformes
- † Pleurotomaria niobe d'Orbigny, 1860
- † Pleurotomaria niortensis  d'Orbigny, 1856
- † Pleurotomaria niphe d'Orbigny, 1860
- † Pleurotomaria nodosoreticula Kaunhowen, 1898
- † Pleurotomaria normaniana d'Orbigny, 1850
- † Pleurotomaria notlingi Koken 1896
- † Pleurotomaria nuda Delpey 1941
- † Pleurotomaria nysa d'Orbigny, 1860
- † Pleurotomaria obliqua Fliegel 1901
- † Pleurotomaria orion  d'Orbigny, 1860
- † Pleurotomaria ornata Sowerby, 1821
- † Pleurotomaria otapiriensis Begg and Grant-Mackie 2003
- † Pleurotomaria pagodus Eudes-Deslongchamps, 1849
- † Pleurotomaria pailletteana d'Orbigny, 1843
- † Pleurotomaria palemon d'Orbigny, 1850
- † Pleurotomaria panope  d'Orbigny, 1850
- † Pleurotomaria paucistriata Eudes-Deslongchamps, 1849
- † Pleurotomaria pelea d'Orbigny, 1860
- † Pleurotomaria penultima d'Orbigny, 1850
- † Pleurotomaria peresii d'Orbigny, 1850
- † Pleurotomaria perfasciata Hall 1860
- † Pleurotomaria pericarinata Hall 1847 (synonymes: Cyclonema pericarinata, Gyronema pericarinatum)
- † Pleurotomaria perlata Hall 1852
- † Pleurotomaria perornata Shumard 1859
- † Pleurotomaria perseus d'Orbigny, 1850
- † Pleurotomaria perspectiva Mantell, 1822
- † Pleurotomaria perversa Whidborne 1889
- † Pleurotomaria phidias d'Orbigny, 1850
- † Pleurotomaria philea d'Orbigny, 1860
- † Pleurotomaria philocles d'Orbigny, 1850
- † Pleurotomaria phoedra d'Orbigny, 1860
- † Pleurotomaria pictaviensis d'Orbigny, 1856
- † Pleurotomaria pinguis Eudes-Deslongchamps, 1849
- † Pleurotomaria planulata Girty 1908
- † Pleurotomaria plicifera d'Eichwald 1860
- † Pleurotomaria portlockiana de Koninck,1843
- † Pleurotomaria postumia Billings 1865
- † Pleurotomaria princeps Koch, 18637
- † Pleurotomaria principalis Münster
- † Pleurotomaria proteus Eudes-Deslongchamps, 1849
- † Pleurotomaria proutiana Shumard 1859
- † Pleurotomaria provincialis d'Orbigny, 1843
- † Pleurotomaria psiche Gemmellaro 1889
- † Pleurotomaria punctata  Sowerby, 1821
- † Pleurotomaria putilla Girty 1908
- † Pleurotomaria quenstedtii Goldfuss
- † Pleurotomaria radula de Koninck
- † Pleurotomaria repeliniana d'Orbigny, 1855
- † Pleurotomaria replicata Lindström 1884
- † Pleurotomaria retroplicata Gemmellaro 1889
- † Pleurotomaria rhodani Brongniart, 1822
- † Pleurotomaria richardsoni Girty 1908
- † Pleurotomaria roemeri Koken 1889 (synonyme: Euryzone roemeri)
- † Pleurotomaria rosalia d'Orbigny, 1855
- † Pleurotomaria rotellaeformis Dunker, 1847
- † Pleurotomaria rustica Eudes-Deslongchamps, 1849
- † Pleurotomaria saccata Eudes-Deslongchamps, 1849
- † Pleurotomaria salomonensis Gemmellaro, 1889
- † Pleurotomaria sauzeana d'Orbigny, 1850
- † Pleurotomaria scarpacensis d'Archiac, 1847
- † Pleurotomaria scrobinula Eudes-Deslongchamps, 1849
- † Pleurotomaria serena d'Orbigny, 1855
- † Pleurotomaria sibylla d'Orbigny, 1855
- † Pleurotomaria sigaretus Sandberger and Sandberger 1855
- † Pleurotomaria striata Leckemby, 1849
- † Pleurotomaria striatissima Cowper Reed 1901
- † Pleurotomaria strigosa Eudes-Deslongchamps, 1849
- † Pleurotomaria strobilus Eudes-Deslongchamps, 1849
- † Pleurotomaria subdecorata Münster in Goldfuss, 1844
- † Pleurotomaria subdepressus d'Orbigny, 1855
- † Pleurotomaria subelongata d'Orbigny, 1850
- † Pleurotomaria subreticulata d'Orbigny, 1850
- † Pleurotomaria subsulcata Goldfuss 1844
- † Pleurotomaria subtilistriata Hall 1847
- † Pleurotomaria sulcosa Eudes-Deslongchamps, 1849
- † Pleurotomaria syssolae Keyserling, 1846
- † Pleurotomaria tethys d'Orbigny, 1850
- † Pleurotomaria textilis Eudes-Deslongchamps, 1849
- † Pleurotomaria thalia d'Orbigny, 1857
- † Pleurotomaria thiarella Eudes-Deslongchamps, 1849
- † Pleurotomaria thieryi Cossmann, 1907
- † Pleurotomaria thisbe d'Orbigny, 1857
- † Pleurotomaria tornata (Phillips), 1829
- † Pleurotomaria tornatilis Phillips, 1846
- † Pleurotomaria transilis d'Orbigny
- † Pleurotomaria trinchesii Gemmellaro 1889
- † Pleurotomaria trochoides Eudes-Deslongchamps, 1849
- † Pleurotomaria tunstallensis King 1848
- † Pleurotomaria turbinoides d'Orbigny, 1843
- † Pleurotomaria urgonensis Cossmann, 1918
- † Pleurotomaria varusensis d'Orbigny, 1850
- † Pleurotomaria vieilbanci d'Orbigny, 1850
- † Pleurotomaria viola Billings 1865
- † Pleurotomaria virgo Billings 1865
- † Pleurotomaria vittata Phillips, 1836
- † Pleurotomaria waimumu Begg and Grant-Mackie 2003
- † Pleurotomaria wurmi Römer, 1843
- † Pleurotomaria yvanii de Koninck
- † Pleurotomaria zitteli Holzapfel 1882

Parmi les mises en synonymie selon WoRMS :
- † Pleurotomaria adansoniana Crosse & P. Fischer, 1861 synonyme de Entemnotrochus adansonianus (Crosse & P. Fischer, 1861)
- † Pleurotomaria africana Tomlin, 1948 synonyme de Bayerotrochus africanus (Tomlin, 1948)
- † Pleurotomaria beyrichii Hilgendorf, 1877 synonyme de Mikadotrochus beyrichii (Hilgendorf, 1877)
- † Pleurotomaria callosa de Koninck, 1843 synonyme de Gosseletina callosa (de Koninck, 1843)
- † Pleurotomaria eliana de Koninck, 1843 synonyme de Luciella eliana (de Koninck, 1843)
- † Pleurotomaria hirasei Pilsbry, 1903 synonyme de Mikadotrochus hirasei (Pilsbry, 1903)
- † Pleurotomaria labrosa Hall, 186 synonyme de Phanerotrema labrosum (Hall, 1860)
- † Pleurotomaria quoyana P. Fischer & Bernardi, 1856 synonyme de Perotrochus quoyanus quoyanus (P. Fischer & Bernardi, 1856)
- † Pleurotomaria rumphii Schepman, 1879 synonyme de Entemnotrochus rumphii (Schepman, 1879)
- † Pleurotomaria salmiana Rolle, 1899 synonyme de Mikadotrochus salmianus (Rolle, 1899)
- † Pleurotomaria scalaris Münster, 1841 synonyme de Schizogonium scalare (Münster, 1841)
- † Pleurotomaria westralis Whitehead, 1987 synonyme de Bayerotrochus westralis (Whitehead, 1987)

À noter qu'il existe une grande confusion dans la classification de la famille des Pleurotomariidae, certaines espèces ayant des noms de genres qui changent selon les auteurs, d'autres étant considérées comme espèces ou comme sous-espèces.

## Galerie

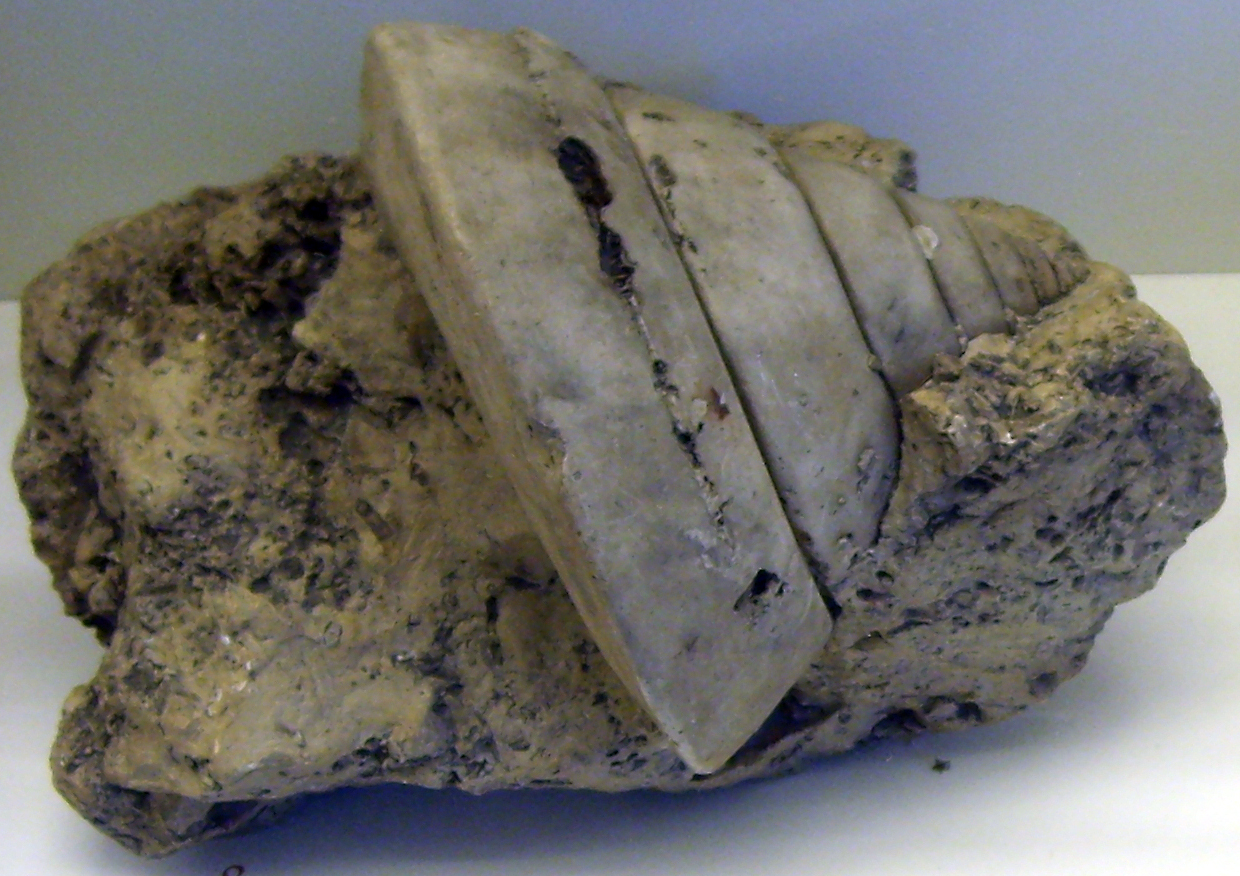
Pleurotomaria niloticiformes au Musée de la géologie à Copenhague

### Publication originale
- [1826] Jacques Louis Marin Defrance, Conchyliologie et Malacologie, vol. 10, coll. « In F. G. Levrault (ed.), Dictionnaire des Sciences Naturelles », 1826, 1-36 p. (lire en ligne).